# Apollonia (Illyrië)
Apollonia (Grieks: Ἀπολλωνία) was een Griekse kolonie in Illyrië. De stad bevond zich in de huidige deelgemeente Dërmenas, 11 km ten westen van de hedendaagse stad Fier in Albanië.

## Oorsprong en ligging
Apollonia werd in 588 v.Chr. gesticht als kolonie van Kerkyra met kolonisten uit Korinthe en werd genoemd naar de Griekse god Apollon. Volgens de Romeinse schrijver Claudius Aelianus werd de stad door Anaximander uit Milete gesticht.
De nederzetting werd gesticht op een heuvel, ongeveer een kilometer ten noorden van de Vjosarivier, enkele kilometers landinwaarts van de plaats waar deze stroom destijds in de Adriatische Zee uitmondde. De rivier was in de oudheid zeker tot aan de stad bevaarbaar. De kolonie groeide al snel uit de tot de belangrijkste en grootste stad in de regio, die de uitgestrekte en zeer vruchtbare vlakten van Myzeqe beheerste. Volgens de Romeinse architect en schrijver Vitruvius had Apollonia bronnen waar naast water ook grote hoeveelheden teer uit de grond kwamen.

## Geschiedenis
Tijdens de Macedonische oorlogen werd de stad in 214 v.Chr. belegerd door de Macedonische koning Philippos V. Praetor peregrinus Marcus Valerius snelde de stad te hulp. Hij heroverde de havenstad Oricum op de Macedoniërs en stuurde zijn ervaren onderbevelhebber Quintus Naevius Crista met de vloot naar de monding van de Vjosarivier. Hier ontscheepten zij en trokken ze een eind van de rivier vandaan naar de belegerde stad. Ze wisten in de nacht ongezien de stad binnen te komen en de volgende dag liet hij de verdedigingswerken van de stad en het vijandelijke kamp inspecteren. Nadat hij had ontdekt dat het Macedonische kamp niet bewaakt werd wist hij de daaropvolgende nacht ongezien het kamp binnen te sluipen. Er waren al meer dan 1000 Romeinse soldaten in het kamp voordat ze ontdekt werden. De Macedoniërs raakten in paniek en sloegen op de vlucht, waaronder de half aangeklede Macedonische koning. Omdat Valerius de riviermonding blokkeerde waren de Macedoniërs genoodzaakt hun schepen te verbranden en te voet naar Macedonië terug te keren.
In 48 v.Chr., tijdens de burgeroorlog tussen Pompeius en Caesar achtervolgde Julius Caesar Pompeius naar Illyrië. Hier nam hij Oricum en Apollonia in. In 43 v.Chr. studeerden Octavianus (de latere keizer Augustus) en Marcus Agrippa in Apollonia.